# Morrison Hotel
Morrison Hotel is het vijfde album van The Doors. Het werd in februari 1970 uitgebracht.

## Nummers
Kant 1: Hard Rock Cafe
1. Roadhouse Blues (4:04)
2. Waiting for the Sun (3:58)
3. You Make Me Real (2:50)
4. Peace Frog (2:52)
5. Blue Sunday (2:08)
6. Ship of Fools (3:06)

Kant 2: Morrison Hotel
1. Land Ho! (4:08)
2. The Spy (4:15)
3. Queen of the Highway (2:47)
4. Indian Summer (2:33)
5. Maggie M'Gill (4:24)

Jim Morrison · Robby Krieger · Ray Manzarek · John Densmore